# 타부아 (포르투갈)

타부아의 위치

타부아(포르투갈어: Tábua)는 포르투갈 코임브라현에 위치한 도시로 면적은 199.79km2, 인구는 12,071명(2011년 기준), 인구 밀도는 60명/km2이다.

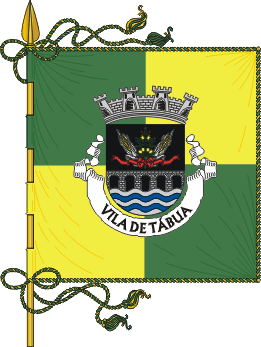
시기
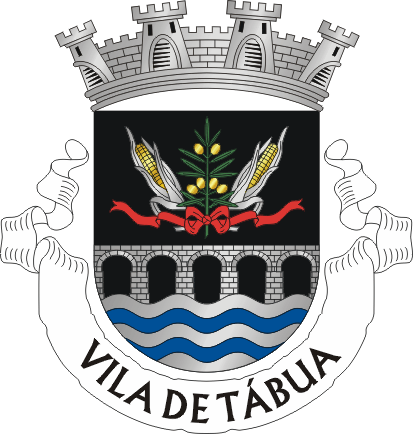
시 문장